# Lac Capimitchigama
Le lac Capimitchigama est un lac du Canada situé dans la province de Québec. Il est le deuxième lac en amont de la rivière des Outaouais.

## Description
Ce lac long, plus de 16 km, assez étroit, moins de 1 km, d'une altitude de 404 m et d'une superficie de 11 km2, est situé à peu de distance à l'est du lac des Augustines et au sud du lac Échouani. Il reçoit à l'Est les eaux du lac des Outaouais, son voisin Nord-Est et constitue avec ce dernier la source principale de la rivière des Outaouais.

## Toponymie
Le nom a été approuvé officiellement en 1936 par la Commission de géographie du Québec, cet hydronyme proviendrait de la langue algonquine et signifierait « lac de travers ». Le lac Capimitchigama est orienté dans un axe Nord-Est et Sud-Ouest alors que la rivière des Outaouais, dans ce secteur, coule du Sud-Est vers le Nord-Ouest. Auparavant, on l'aurait d'ailleurs baptisé Grand lac Travers ou lac Travers. Une carte de 1940 le désigne plutôt comme lac Bontemps, nom du capitaine du vaisseau amiral Saint-Joseph qui, en mai 1639, amena de Dieppe jusqu'en Nouvelle-France les trois religieuses des Augustines de la miséricorde de Jésus. Des relevés récents auprès de la communauté algonquine ont permis de recueillir les variantes graphiques Kapemitchigama et Kapemichigama pour le désigner.